# Campeonato Asiático de Atletismo de 2013 - 400 m feminino
A prova dos 400 metros feminino do Campeonato Asiático de Atletismo de 2013 foi disputada entre os dias 3 e 4 de julho de 2013 no Shree Shiv Chhatrapati Sports Complex em Pune, na Índia. 

## Recordes
Antes desta competição, os recordes mundiais e do campeonato nesta prova eram os seguintes:
|                       | Nome               | Nacionalidade     | Tempo  | Local    | Data                   |
| --------------------- | ------------------ | ----------------- | ------ | -------- | ---------------------- |
| Recorde mundial       | Marita Koch        | Alemanha Oriental | 47s 60 | Camberra | 6 de outubro de 1985   |
| Recorde do campeonato | Damayanthi Dharsha | Sri Lanka         | 51s 05 | Jacarta  | 2000                   |
| Recorde asiático      | Ma Yuqin           | China             | 49s 81 | Pequim   | 11 de setembro de 1993 |

## Medalhistas
| Ouro              | Prata                | Bronze                 |
| Zhao Yanmin (CHN) | M. R. Poovamma (IND) | Gretta Taslakian (LIB) |

## Cronograma
Todos os horários são locais (UTC+5:30).
| Data       | Hora  | Evento  |
| ---------- | ----- | ------- |
| 3 de julho | 9:20  | Bateria |
| 4 de julho | 18:55 | Final   |

## Resultados

### Bateria
Qualificação: 3 atletas de cada bateria  (Q) mais os  2 melhores qualificados (q). 
| Posição | Bateria | Atleta              | Nacionalidade | Tempo   | Notas |
| ------- | ------- | ------------------- | ------------- | ------- | ----- |
| 1       | 2       | M. R. Poovamma      | Índia         | 53.60   | Q     |
| 2       | 1       | Anu Mariam Jose     | Índia         | 53.66   | Q     |
| 3       | 1       | Yuliya Rakhmanova   | Cazaquistão   | 53.95   | Q     |
| 4       | 1       | Gretta Taslakian    | Líbano        | 53.98   | Q     |
| 4       | 2       | Zhao Yanmin         | China         | 53.98   | Q     |
| 6       | 1       | Cheng Chong         | China         | 54.10   | q     |
| 7       | 1       | Chandrika Rasnayake | Sri Lanka     | 54.16   | q     |
| 8       | 2       | Nirmala Sheoran     | Índia         | 54.62   | Q     |
| 9       | 2       | Yekaterina Yermak   | Cazaquistão   | 54.66   |       |
| 10      | 2       | Nining Souhaly      | Indonésia     | 57.14   |       |
| 11      | 1       | Zakia Sultana       | Bangladesh    | 1:01.62 |       |
| 12      | 2       | Dil Maya Karki      | Nepal         | 1:01.63 |       |

### Final
A final da prova ocorreu dia 4 de julho às 18:55.
| Posição           | Atleta              | Nacionalidade | Tempo | Notas |
| ----------------- | ------------------- | ------------- | ----- | ----- |
| Medalha de ouro   | Zhao Yanmin         | China         | 52.49 |       |
| Medalha de prata  | M. R. Poovamma      | Índia         | 53.37 |       |
| Medalha de bronze | Gretta Taslakian    | Líbano        | 53.43 |       |
| 4                 | Anu Mariam Jose     | Índia         | 53.49 |       |
| 5                 | Cheng Chong         | China         | 54.25 |       |
| 6                 | Yuliya Rakhmanova   | Cazaquistão   | 54.34 |       |
| 7                 | Nirmala Sheoran     | Índia         | 55.40 |       |
| 8                 | Chandrika Rasnayake | Sri Lanka     | 56.88 |       |

Legenda
| Recorde mundial       | Recorde mundial (World record)               |                       | Recorde africano                      | Recorde africano (African) |                                           | Q | Classificado por posição (Qualified) |
| Recorde do campeonato | Recorde do campeonato (Championship record)  | Recorde da América    | Recorde da América (Americas)         | q                          | Classificado por melhor tempo (Qualified) |   |                                      |
| Melhor marca do ano   | Melhor marca do ano (World leading)          | Recorde asiático      | Recorde asiático (Asian)              | DNS                        | Não largou (Did not start)                |   |                                      |
| Recorde nacional      | Recorde nacional (National record)           | Recorde europeu       | Recorde europeu (European)            | DNF                        | Não terminou (Did not finish)             |   |                                      |
| Recorde pessoal       | Recorde pessoal do atleta (Personal best)    | Recorde da Oceania    | Recorde da Oceania (Oceania)          | DSQ / DQ                   | Desclassificado (Disqualified)            |   |                                      |
| Recorde da temporada  | Recorde da temporada do atleta (Season best) | Recorde sul-americano | Recorde sul-americano (South America) | NM                         | Sem marca (No mark)                       |   |                                      |